# Ершовка (Верея)
Ершовка — упразднённая деревня Наро-Фоминского района Московской области России, ныне квартал в городе Верея Наро-Фоминского городского округа.
До упразднения уездно-губернского деления деревня входила в состав Богородской волости Верейского уезда Московской губернии (до 1922 года), затем Верейской волости Можайского уезда Московской губернии.

## География
Находится у реки Протва.
Площадь квартала составляет 0,14 км². Он граничит с микрорайоном ПМК-10.
В квартале Ершовка есть три улицы: ул. Живописная, ул. Ершовка и пер. Живописный.

## История
В начале XVI века к северо-востоку от города в Красной слободе на высоком берегу Протвы был основан Спасский монастырь, просуществовавший до 1764 года. Бывшие владения монастыря — Ершова, Хрупенка и Монастырская Слобода — в настоящее время это улицы Ершовка, Восточная и Красная Слобода в Верее.
«Указатель селений и жителей уездов Московской губернии, составленный по официальным сведениям и документам К. Нистремом» (Москва, 1852 г.) описывая селения Верейского уезда, пишет: «Ершовка, деревня 1-го стана, Госуд. Имущ., 38 душ м. п., 49 ж., 11 дворов, 101 верста от столицы, 1 1/2 от уездного гор., на проселочной дороге».

## Население
К 1952 году проживали 87 человек, из них 48 мужчин, 49 женщин.

## Транспорт
До квартала Ершовка от Больничной улицы ходит автобус № 11.